# Lîsa Balka, Vasîlkivka
Lîsa Balka (în ucraineană Лиса Балка) este un sat în comuna Dobrovillea din raionul Vasîlkivka, regiunea Dnipropetrovsk, Ucraina.

## Demografie
Componența lingvistică a localității Lîsa Balka
     Ucraineană (95,16%)
     Rusă (4,84%)
Conform recensământului din 2001, majoritatea populației localității Lîsa Balka era vorbitoare de ucraineană (95,16%), existând în minoritate și vorbitori de rusă (4,84%).